# Primærrute 8
Primærrrute 8 er en hovedvej, der går tværs over Fyn, Als og gennem Sønderjylland.
Primærrute 8 er 55 km på Fyn og går fra Fynske Motorvejs tilslutningsanlæg ved Hjulby vest for Nyborg gennem Ørbæk, Gislev og Kværndrup, forbi Faaborg og til færgehavnen i Bøjden. Ruten fortsætter på Als fra Fynshav og forbi Sønderborg. Her køres over Alssundbroen, hvorefter vejen fortsætter i Sønderborgmotorvejen. Efter krydsning med E45 ved Kliplev fortsætter vejen til Tinglev og til primærrute 11 sydøst for Tønder. Den jyske del af ruten er 83 km.
På Fyn er ruten blevet aflastet efter åbningen af Svendborgmotorvejen i 2006, da rejser fra Nyborg til Kværndrup nu hurtigere kan ske ved brug af denne.

## Forløb

### Fyn
Primærrute 8 har sit østlige udgangspunkt syd for Hjulby ved tilslutningsanlæg 46 på Fynske Motorvej (E20), Nyborg V. Vejen nord for tilslutningsanlægget er en del af sekundærrute 165 mod Kerteminde. Ruten følger Hjulbyvej mod syd og senere sydvest. Kort før Refsvindinge skifter vejen navn til Nyborgvej.
I Ørbæk har rute 8 forbindelse til sekundærrute 323 i rundkørslen med Assensvej. Kort efter krydses sekundærrute 301, der forløber sammen med rute 8 i ca. 200 m. Det nordligste kryds med rute 301 har forbindelse mod Odense via Ferritslev og det sydligste  mod Frørup.
Efter Ørbæk følger ruten først Fåborgvej og senere Ørbækvej til Gislev, hvorfra vejen igen hedder Faaborgvej. I udkanten af Gislev tilslutter sekundærrute 167 sig til rute 8. Kort før Trunderup drejer ruterne i en rundkørsel nord om landsbyen, på en vej, der blev anlagt samtidig med Svendborgmotorvejen. På den vestligste del af dette stykke krydser ruterne netop Svendborgmotorvejen (9) i tilslutningsanlæg 14, Kværndrup. Straks herefter drejer ruterne mod syd-syd-øst ind til Kværndrup, hvor rute 167 fortsætter parallelt med motorvejen. Rute 8 følger Nyborgvej og Bøjdenvejen mod sydvest gennem Kværndrup by, hvor den i udkanten krydser Svendborgbanen.
Rute 8 går tæt forbi Egeskov Slot, og er den primære adgangsvej hertil. Ved Snarup findes sekundærrute 335's sydlige udgangspunkt. Sekundærruten fører mod Brobyværk. Frem mod Korinth skifter vejen navn til først Egneborgvej og senere Reventlowsvej. Ligeledes krydses den nu nedlagte jernbane mellem Ringe og Faaborg. Efter Korinth skiften vejen igen navn til Nyborgvej.
Primærruten føres nord om Faaborg, og ved byens nordvestligste hjørne har primærrute 43 mod Odense og primærrute 44 mod Svendborg i en rundkørsel med rute 8. Ca. 1200 m mod vest har ligeledes sekundærrute 329 mod Assens sit sydlige udgangspunkt. Primærrute 8 fortsætter mod vest, skifter navn til Hornelandevej, går gennem Horne, skifter navn til Bøjdenlandevej og går gennem Bøjden by, før Bøjden Færgehavn nåes. Herfra er der forbindelse med bilfærge til Fynshav på Als.

### Als og Jylland
Den jyske del af primærrute 8 har sit østlige udgangspunkt i Fynshav Færgehavn. Herfra er der forbindelse med bilfærge til Bøjden på Fyn og Søby på Ærø. Ruten følger Færgevej forbi Fynshav by og skifter på sin vej mod sydvest navn til Fynshavvejen. Øst for Augustenborg begynder sekundærrute 405 at følge rute 8 fra ruternes møde i en rundkørsel. Ruterne følger Augustenborg Landevej mod sydvest, og har syd for Augustenborg et forbindelsesanlæg med Langdel, der fører ind til byen. Ca. 3,5 km senere er der endnu et tilslutningsanlæg, denne gang med forbindelse mod sydøst til sekundærrute 427 mod Høruphav.
Rute 8 og 405 fortsætter mod vest og har øst for Sønderborg forbindelse til byens østlige del. Herfra fortsætter ruten som motortrafikvej nord om byen, og har to yderligere forbindelser til Sønderborg, før Alssundbroen. Den første af disse er en rundkørsel, hvor der mod nord er forbindelse til Sønderborg Lufthavn. Lige efter broen bliver vejen opgraderet til motorvej og der er et tilslutningsanlæg med forbindelse til primærrute 41 mod Aabenraa. Herfra stopper rute 405.
Ved tilslutningsanlæg 11, Dybbøl, er der forbindelse til sekundærrute 401 mod Egernsund og Kruså. Denne var inden åbningen af Sønderborgmotorvejen betegnet som primærrute 8, men blev siden nedgraderet til landevej. Herefter følger fire tilslutningsanlæg, der blandt andet krydser sekundærrute 170 inden motorvejen mødes med E45 i motorvejskryds Kliplev. Umiddelbart efter drejer vejen af ved tilslutningsanlæg 73 og når op til Bjerndrupvej med forbindelse til sekundærruterne 175, 179 og 481. Længere fremme hvor vejen krydser Hellevad-Bovvej i en rundkørsel, går 175 og 179 fra mod Ribe og Rømø. Herfra stopper rute 481.
Primærruten fortsætter gennem Bjerndrup til den møder primærrute 42 ved Åbenråvej. Kort efter passeres jernbanen mellem Kolding og Padborg inden der køres ind i Tinglev. Midt i byen mødes vejen med sekundærrute 401 fra syd, som kort efter drejer mod nord til Løgumkloster. Rute 8 fortsætter som Saksborgvej herfra indtil Saksborg. Her drejer ruten til højre ad Burdal Kirkevej, der kort efter skifter navn igen til Stemmildvej. Ved kommunegrænsen mellem Aabenraa og Tønder Kommuner skifter vejen navn til Flensborglandevej. Vejen fortsætter mod vest indtil en rundkørsel sydøst for Tønder med primærrute 11, hvor ruten ender.

## Vejens klassificering
På Fyn er hele Primærrute 8 en statsvej. I Jylland er den statsvej på hele strækningen, bortset fra strækningen med Bjerndrupvej mellem frakørsel 73 på Sønderjyske Motorvej og Åbenråvej ved Tinglev, hvor den er kommunevej. Hele Primærrute 8 er klassificeret som hovedvej efter færdselsloven.
De offentlige veje inddeles fra 2015 efter vejloven i statsveje og kommuneveje, mens de tidligere blev klassificeret i hovedlandeveje, landeveje og kommuneveje. Betydningen for en vejs klassificering som statsvej eller kommunevej er først og fremmest af administrativ karakter. Statsvejene administreres af Vejdirektoratet, mens kommunevejene administreres af kommunerne. Det er vejmyndighedens ansvar at holde sine offentlige veje i den stand, som trafikkens art og størrelse kræver. Klassifikationen som statsveje og kommuneveje har ikke betydning for Danmarks overordnede rutenummererede vejnet med Europavejsruter, Primærruter eller sekundærruter, der administreres af Vejdirektoratet i samarbejde med kommunerne. Kun veje udlagt som Europavejsruter og Primærruter kan udlægges som hovedveje efter færdselsloven.

## Fremtid

### Igangværende arbejder

#### Diverse arbejder
På Østfyn anlægger Vejdirektoratet i 2011 en dobbeltrettet cykelsti mellem Vindinge og Refsvindinge langs primærrute 8. Budgettet er på 13 mio. kr.
Ligeledes anlægges der på Vestfyn, nærmere bestemt ved Brahetrolleborg ved Korinth en 400 m forlængelse af den eksisterende dobbeltrettede cykelsti, for at forbedre sikkerheden for cyklister gennem to skarpe kurver. Cykelstien kommer til at krydse Silke å på en ny stibro.
I 2012 udvider Vejdirektoratet en rundkørsel nord for Sønderborg til at blive to-sporet, da den eksisterende er blevet udpeget til sort plet. Prisen for udvidelsen er 16 mio. kr.

### Fast forbindelse over Lillebælt
Danfoss-chefen Jørgen Mads Clausen har udtalt sig om ønsket om en ny fast forbindelse mellem Fyn og Als. Siden da har Region Syddanmark bedt COWI undersøge såkaldte dynamiske effekter, der vil gøre en sådanne forbindelse rentabel.